# Nhóm ngôn ngữ gốc Anh
Nhóm ngôn ngữ gốc Anh (còn được gọi là nhóm ngôn ngữ Anh hoặc nhóm ngôn ngữ German hải đảo) là một nhóm ngôn ngữ bao gồm tiếng Anh cổ và tất cả các ngôn ngữ có nguồn gốc từ nó. Chúng bao gồm tiếng Anh trung đại, tiếng Anh cận đại và tiếng Anh hiện đại; tiếng Scots sớm, tiếng Scots trung đại và tiếng Scots hiện đại; và tiếng Yola và tiếng Fingal ở Ireland hiện đã biến mất.
Các ngôn ngữ creole dựa trên tiếng Anh thường không được đưa vào, vì chủ yếu chỉ có từ vựng của chúng chứ không nhất thiết ngữ pháp, âm vị học, v.v... của chúng đến từ tiếng Anh hiện đại và cận đại.